# آنا كازاريز
آنا كازاريز (بالبولندية: Ana Casares)‏ هي ممثلة بولندية، ولدت في 23 ديسمبر 1930 في بولندا، وتوفيت في 13 مارس 2007 في بوينس آيرس في الأرجنتين بسبب نوبة قلبية.

## وصلات خارجية
- آنا كازاريز على موقع IMDb (الإنجليزية)
- آنا كازاريز على موقع قاعدة بيانات الفيلم (الإنجليزية)